# 贝赛 (旺代省)
贝赛（法語：Bessay，法語發音：[bɛsɛ]）是法国卢瓦尔河地区大区旺代省的一个市镇，位于该省中南部，属于永河畔拉罗什区。

## 地理
贝赛（46°32'16"N, 1°9'16"W）面积10.79 平方千米，位于法国卢瓦尔河地区大区旺代省，该省份为法国西部沿海省份，北起大西洋卢瓦尔省和曼恩-卢瓦尔省，西临大西洋，南至滨海夏朗德省，东部及东南部与德塞夫勒省接壤。
与贝赛接壤的市镇（或旧市镇、城区）包括：科尔普、莱河畔马勒伊-迪赛、莱河畔穆捷、圣佩克西娜。

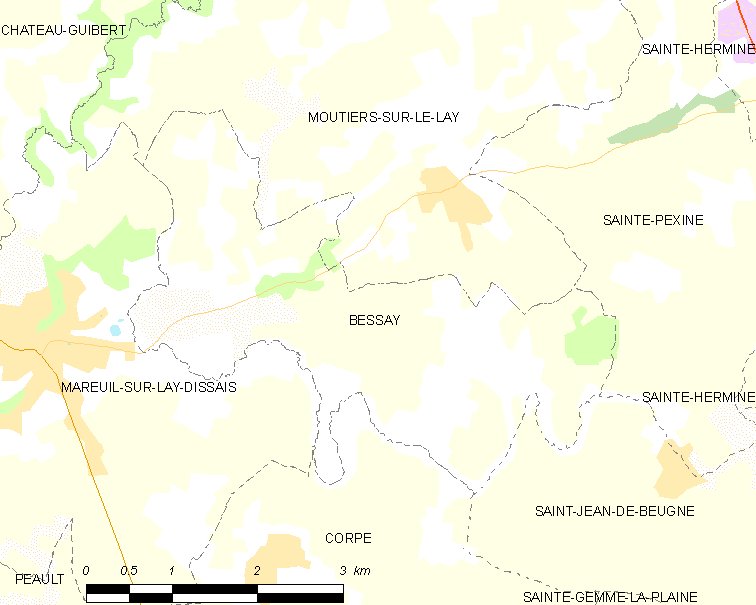
的OSM定位图

贝赛的时区为UTC+01:00、UTC+02:00（夏令时）。

## 行政
贝赛的邮政编码为85320，INSEE市镇编码为85023。

## 政治
贝赛所属的省级选区为莱河畔马勒伊-迪赛县。

## 人口

1962-2008年间人口变化图示

贝赛于2022年1月1日时的人口数量为449人。